# Møkster
Møkster est une île norvégienne du comté de Hordaland appartenant administrativement à Austevoll.

## Description

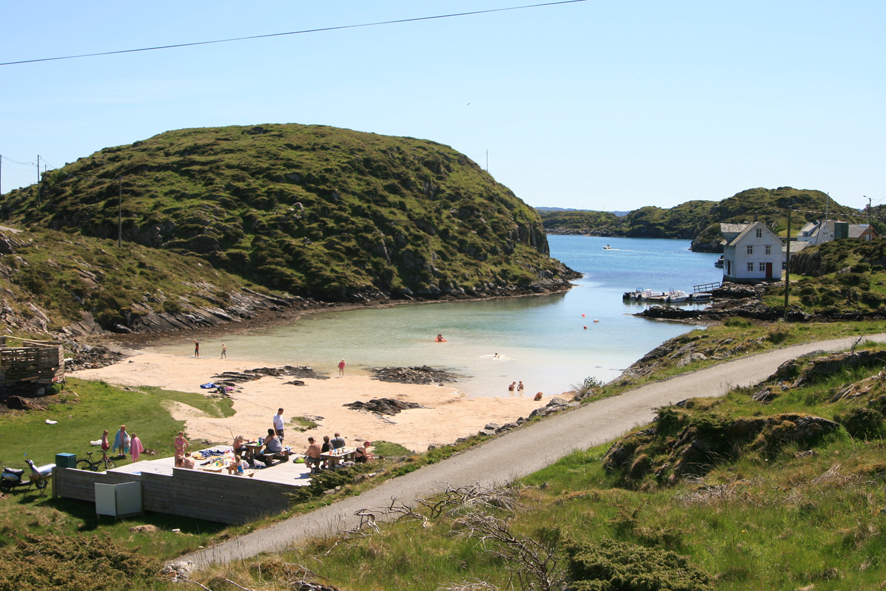
Plage à Møkster

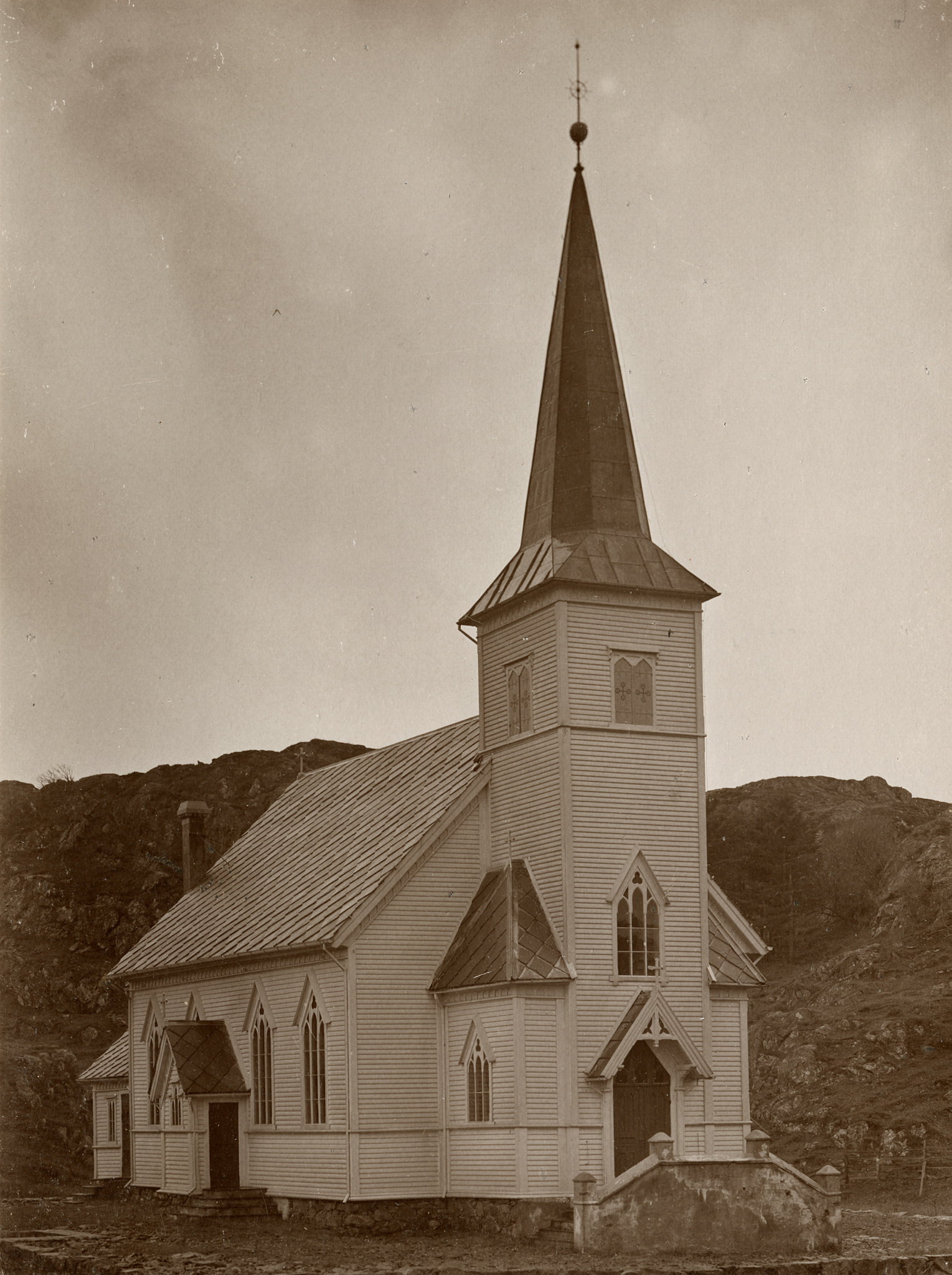
L'église

Située au centre de l'archipel d'Austevoll, rocheuse et couverte d'une légère végétation, elle s'étend sur environ 2,2 km de longueur pour une largeur approximative de 1,6 km. Elle compte plusieurs jetées, une trentaine d'habitations et une piste s'étendant sur environ 1,5 km.
Son église (Møkster Church (en)) a été construite en 1891 et consacrée l'année suivante. Elle remplace une église précédente datant de 1686